# 14 고잉 온 30
《14 고잉 온 30》(14 Going on 30)는 미국에서 제작된 폴 슈나이더 감독의 1988년 코미디, 판타지, 멜로/로맨스 영화이다. 스티븐 에크홀트 등이 주연으로 출연하였다.

## 출연

### 주연
- 스티븐 에크홀트
- 데프니 아쉬브룩
- 애덤 칼
- 가브리엘 오즈

### 조연
- 아이린 테드로우
- 패트릭 더피
- 해리 모건
- 로레타 스위트
- 앨런 시크
- 딕 밴 패튼
- 릭 로소비치
- 킷 맥도노프